# FC 우니베르시타테아 클루지

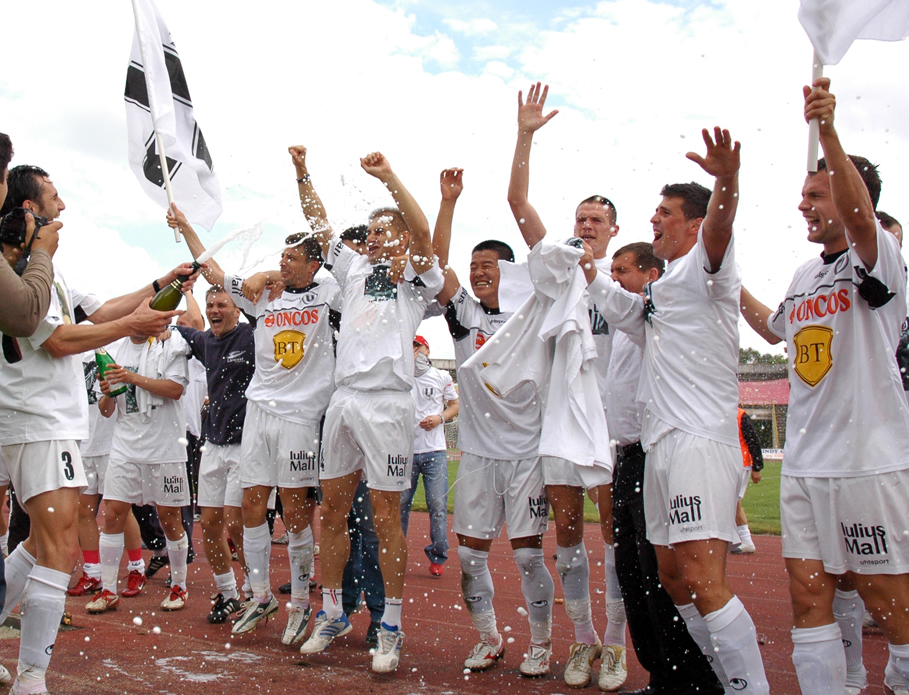

FC 우니베르시타테아 클루지(루마니아어: Fotbal Club Universitatea Cluj)는 루마니아의 축구 클럽으로, 클루지나포카를 연고지로 한다. 현재 리가 I에 참가하고 있다.

## 선수 명단

### 현역
참고: FIFA 자격 규정에 따라 소속된 국가대표팀 국기를 표시합니다. 선수는 복수의 FIFA 비회원국 국적을 가지고 있을 수 있습니다.
| 번호 | 포지션 | 국적 | 이름        |
| ---- | ------ | ---- | ----------- |
| 10   | MF     |      | 단 니스토르 |

| 번호 | 포지션 | 국적 | 이름 |
| ---- | ------ | ---- | ---- |

## 역대 감독
| 감독              | 임기        |
| ----------------- | ----------- |
| 니콜라에 코바치   | 1946 ~ 1947 |
| 슈테판 코바치     | 1952        |
| 슈테판 코바치     | 1954 ~ 1955 |
| 슈테판 코바치     | 1956        |
| 슈테판 코바치     | 1957 ~ 1958 |
| 바실레 이오르다케 | 1990        |
| 이오안 안도네     | 1994 ~ 1995 |